# Тјесаре
Тјесаре (слч. Tesáre) насељено је мјесто са административним статусом сеоске општине (слч. obec) у округу Топољчани, у Њитранском крају, Словачка Република.

## Становништво
| Година:    | 1994. | 2004.   | 2014.   | 2024.   |
| ---------- | ----- | ------- | ------- | ------- |
| Број људи: | 685   | 725     | 727     | 704     |
| Разлика:   |       | +5,83 % | +0,27 % | -3,16 % |

| Година:    | 2023. | 2024.   |
| ---------- | ----- | ------- |
| Број људи: | 700   | 704     |
| Разлика:   |       | +0,57 % |

Према подацима о броју становника из 2011. године насеље је имало 723 становника.